# Laguna de Medina
La laguna de Medina, situada en el término municipal de Jerez de la Frontera, en Andalucía (España), y a unos 11 km del centro de la ciudad, es la mayor laguna de la provincia de Cádiz, ocupando una superficie de 120 ha. Sus dimensiones máximas son 1300 m de longitud por 400 m de anchura. Se encuentra al norte de la carretera de Jerez de la Frontera a Medina Sidonia, a 1,5 km al sudeste de la antigua laguna de las Quinientas, hoy labrada y puesta en cultivo.
El 9 de abril de 1987 fue catalogada como «reserva natural Laguna de Medina», en el grupo de doce lagunas declaradas como Reservas Integrales Zoológicas en la provincia de Cádiz.

## Tipología

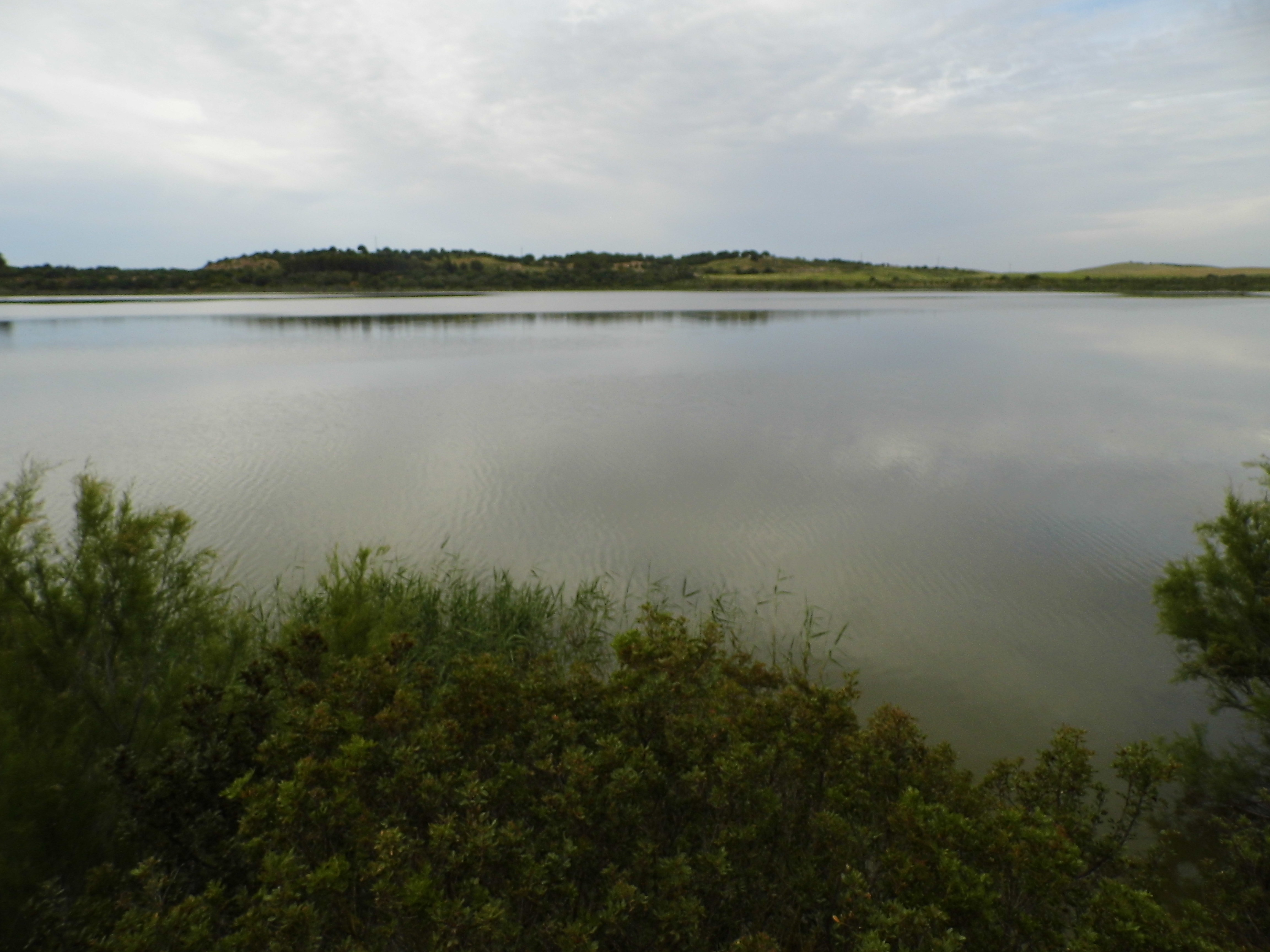
Vista de la Laguna.

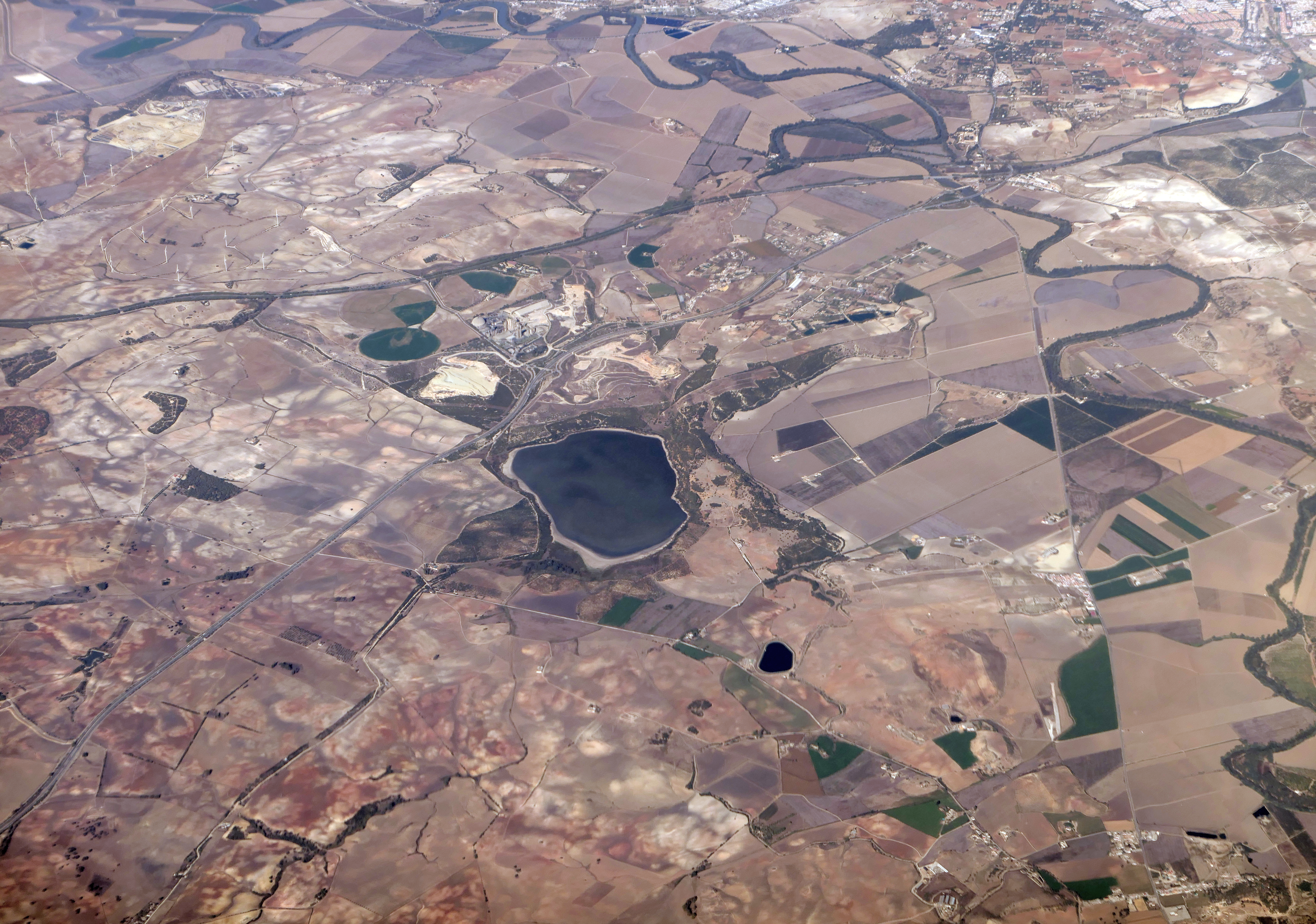
Vista aérea de la laguna y el campo alrededor de ella. El río Guadalete está por la derecha.

Es una laguna esteparia. Se halla a unos 45 m s. n. m., y su profundidad no rebasa los 2 m. en años lluviosos, disminuyendo mucho su nivel durante la sequía pero conservando sus aguas permanentes. Su perímetro es casi rectangular, siendo el lado oriental algo más arqueado. Se hallaba rodeada de un exuberante cinturón vegetal en sus riberas; actualmente cobija especies interesantes: flamenco, malvasía, fochas, ánades, aguiluchos, etc. Tradicionalmente fue un excepcional cazadero de aves acuáticas.
Entre las especies sumergidas predominan Potamogeton pectinatus junto con algas caráceas, que son abundantes tras los años en que se seca la laguna. Aparecen en menor medida Zannichellia obtusifolia y Najas marina. La vegetación emergente varía notablemente entre las distintas orillas por diferencias de sustrato. La enea (Typha dominguensis) es muy escasa, existiendo únicamente una mancha en la orilla norte.
La castañuela predomina en la orilla sur, aunque se encuentra en la mayor parte del cinturón perilagunar. En los últimos años ha disminuido en detrimento del carrizo (Phragmites australis ). Esta última es la especie más abundante, ocupando la mayor parte de la orilla sur y llegando a alcanzar gran densidad en la orilla oeste. Ocupa además una gran amplitud en la zona este, en la desembocadura del arroyo de Fuente Bermeja.
La orilla norte es la única que no presenta vegetación emergente en buena parte de su longitud debido a la pedregosidad del sustrato provocada por los arrastres de una cantera de extracción de áridos. Sin embargo, a medida que se avanza hacia el Este aparece en esta orilla una banda de carrizos que coloniza las áreas que se van cubriendo paulatinamente de sedimentos. La caña (Arundo donax) aparecen en la zona como consecuencia de su introducción hace pocos años, habiendo alcanzado ya gran desarrollo y densidad en el extremo noroeste de la laguna. En zonas más altas encontramos una banda de tarajes pertenecientes a dos especies; en general Tamarix canariensis ocupa las zonas más bajas y T. africana el borde superior. Junto a estos aparece un pastizal de gramíneas. Acompañando a éstas se encuentran juncos de bolitas (Scirpus holoschoenus).

## Ecoturismo

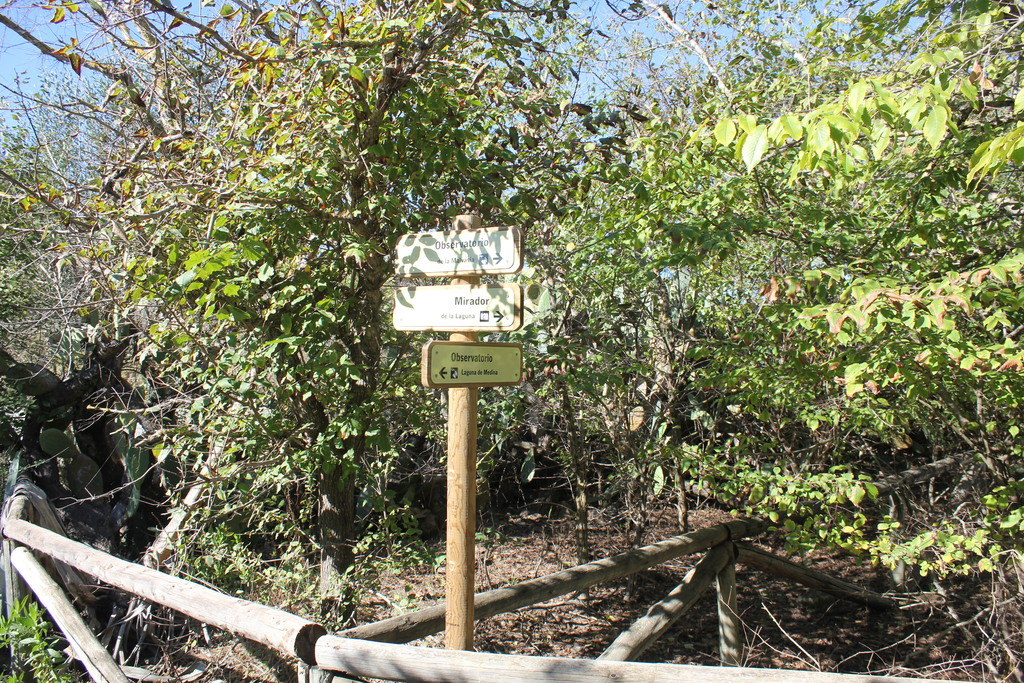
Senderos.

No hace muchos años, gracias al Fondo Europeo de Desarrollo Regional (FEDER), la laguna fue dotada de un largo sendero de 1,4 km y miradores.
En 2017 se desarrollan actividades de recuperación natural vinculadas las cercanas cantera bajo la supervisión del "Comité Local de Información y Sostenibilidad" de Jerez de la Frontera.
En 2018 se observan resultados positivos en las poblaciones de ave amenazadas.

## Historia

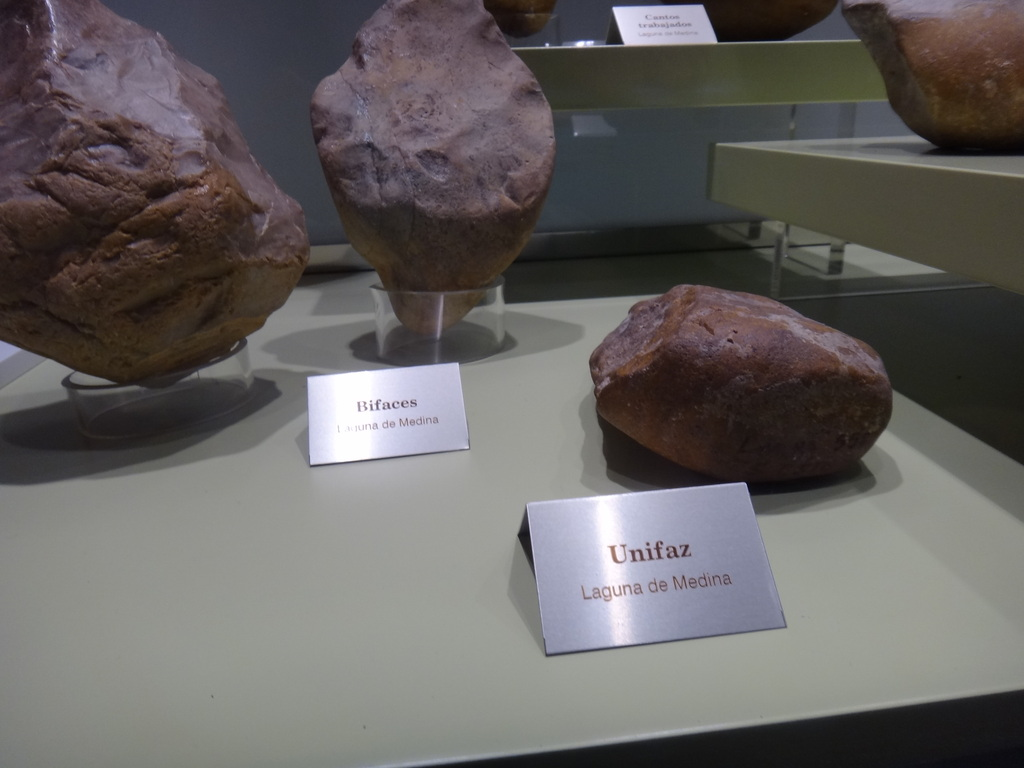
Restos expuestos en el Museo de Jerez.

En sus alrededores hay diversos yacimientos arqueológicos, como el poblado turdetano del Cerro del Viento, que actualmente se usa de cantera para extraer materiales.
En sus inmediaciones se desarrolló la Batalla de los Cueros (o "Batalla de Matanza")en 1325

## Protección
Es en la actualidad una reserva natural dentro de la RENPA (Red de Espacios Naturales Protegidos de Andalucía).
También tiene protección como Zona de Especial Protección de Aves (Zepa),Lugar de Importancia Comunitaria (LIC) y está incluida en el listado Ramsar de humedales de importancia internacional